# Mycalesis albopupillata
Mycalesis albopupillata är en fjärilsart som beskrevs av Embrik Strand 1913. Mycalesis albopupillata ingår i släktet Mycalesis och familjen praktfjärilar. Inga underarter finns listade i Catalogue of Life.